# Ussher időrendje

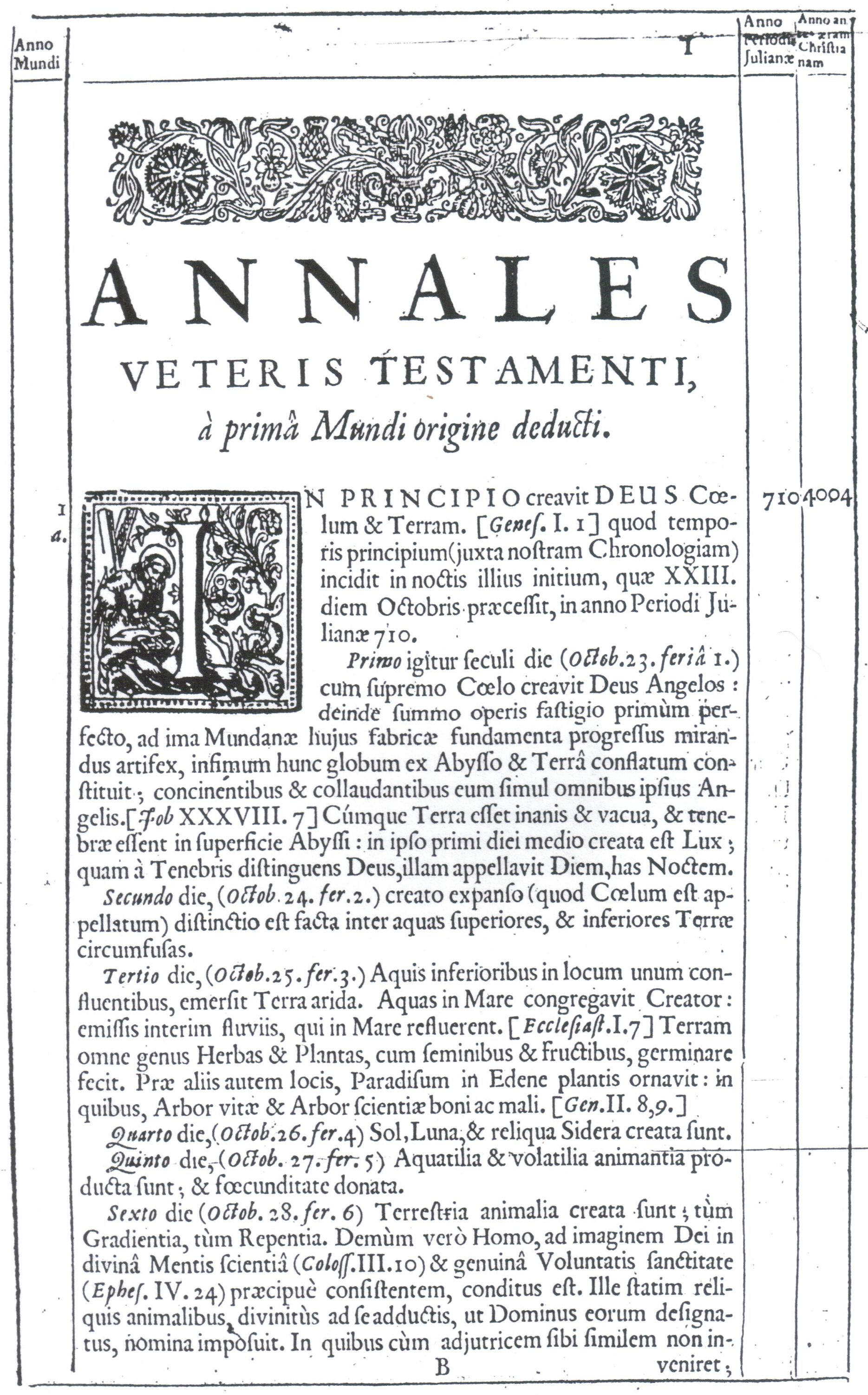
Az Annales Veteris Testamenti első oldala a latin nyelvű kiadásból

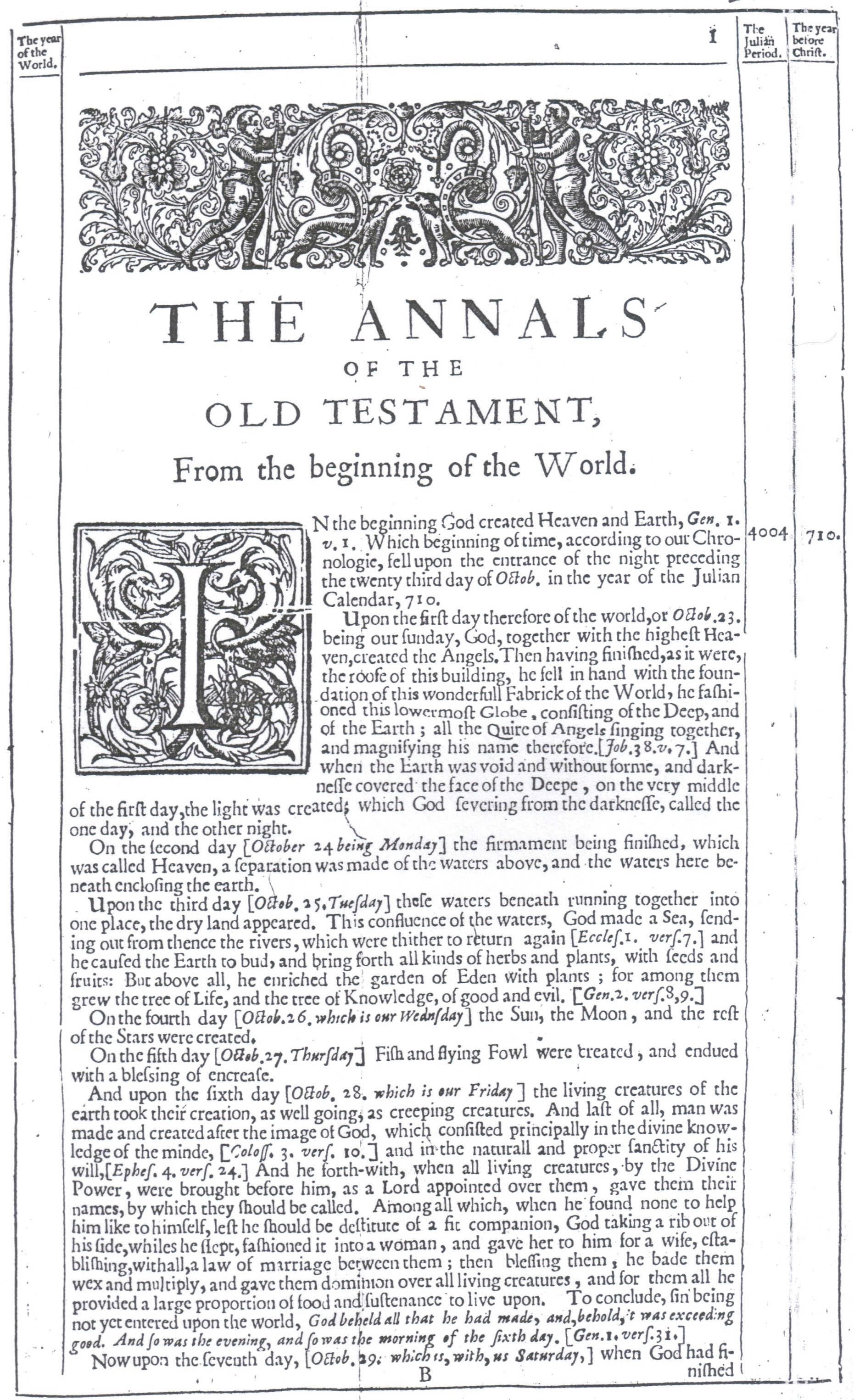
Az Annals of the World első oldala az angol nyelvű kiadásból

Ussher időrendje az egyik leghíresebb bibliai kronológia. James Ussher az ír egyház püspöke volt a XVII. században. Időrendjét az 1650 publikált Annales Veteris Testamenti, a prima mundi origine deducti, una cum rerum Asiaticarum et Aegyptiacarum chronico, a temporis historici principio usque ad Maccabaicorum initia producto c. művében tette közzé.

## A Világ története Ussher szerint
A Föld (a Világ) történetének időrendje Ussher szerint a Biblia alapján.
- Kr. e. 4004 – A Világ teremtése
- Kr. e.  2349–2348 Ussher Az Özönvíz, csak Noé és családja menekül meg.
- Kr. e.  1921 – Isten elhívja Ábrahámot.
- Kr. e.  1491 – A zsidók kivonulása Egyiptomból
- Kr. e. 1012 – Salamon elkezdi a jeruzsálemi templom építését.
- Kr. e. 588 – A babiloniaiak lerombolják a jeruzsálemi templomot.
- Kr. e. 4 – Jézus Krisztus születése